# Ашикага Јошимаса
Ашикага Јошимаса (1435-1489) био је 8. шогун династије Ашикага (1443-1473). За његове владавине почео је Онински рат (1467-1477), који је био увод у опадање централне власти и период анархије и грађанског рата познат као Сенгоку ера (1467-1600).

## Биографија
Јошимаса, други син убијеног шогуна Ашикага Јошинорија, именован је шогуном 1443, као осмогодишњак. Пошто јешогун у то време још био малолетан, стављен је под заштиту заменика шогуна (канреи), Хосокава Кацумото-а. Проглашен је пунолетним 1449. и служио је као шогун до 1473, када се повукао у корист свог сина Јошихисе. Живео је до 1489. године.
У првим годинама његове владавине бакуфу се још није опоравио од потреса насталог убиством шогуна 1441. У исто време, земља у целини трпела је од акутних економских проблема. Неродне године и глад током 1450-их довеле су до умирања од глади у неким деловима Јапана. Масе сељака често су упадале у престоницу захтевајући опроштај дугова и пореза и присиљавајући шогунову владу да изадаје едикте о поништавању дугова. Упркос томе Јошихиса и његови дворани живели су уобичајено, градећи луксузне палате и свађајући се око престижа и породичног угледа. 1458. Јошимаса је обновио шогунску палату уз велике трошкове.
За то време, политичка нетрпељивост међу шогуновим намесницима у провинцијама (шуго) постепено се погоршавала све до избијања грађанског рата 1467. Усред борби, Јошимаса је изградио посебну палату својој мајци, а 1465. започео је летњиковац у источним брдима, који је морао да напусти када су борбе захватиле Кјото. 1482. започео је палату Хигашијама, у којој се налазио и његов споменик, Сребрни Павиљон, где се преселио 1483. и провео остатак живота као заштитник уметника, створивши стил који је оставио трага ј историји јапанске културе.